# Phymatopus
Phymatopus (originalmente: Noctua  Linnaeus, 1758) es un género de mariposas de la familia Hepialidae que cuenta con 500 especies en 30 géneros. El autor del género es Hans Daniel Johan Wallengren, 1869. Se los encuentra en Eurasia y Norteamérica. Las especies se diferencian por los órganos genitales (genitalia) de los machos y por el color y diseños de las alas anteriores.

## Especies
- Phymatopus hecta (gold swift) - Europa
- Phymatopus japonicus - Japón

- visto en plantas nutricias: Pteridium

- Phymatopus hectica -  Rusia

Phymatopus auctt. nec Wallengren, 1869
- Phymatopus behrensii - Estados Unidos

- visto en plantas nutricias: Helenium, Lupinus, Malus, helechos

- Phymatopus californicus - Estados Unidos

- visto en plantas nutricias: Baccharis, Eriophyllum

- Phymatopus hectoides - Estados Unidos

- visto en plantas nutricias: Baccharis, Horkelia, Scrophularia

## Plantas nutricias
- Pteridium

- Baccharis
- Horkelia
- Scrophularia
- Eriophyllum
- Helenium
- Lupinos (Lupinus)
- Manzanos (Malus)

- Raíces de:

- Erica
- Primula
- Rumex
- Calluna